# Paddington North (circonscription britannique)

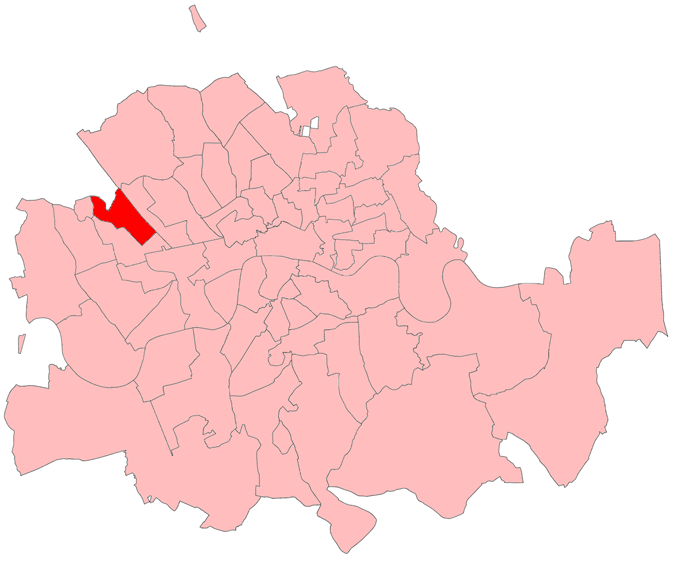
Circonscription de Paddington North, à Londres, de 1885 à 1918.

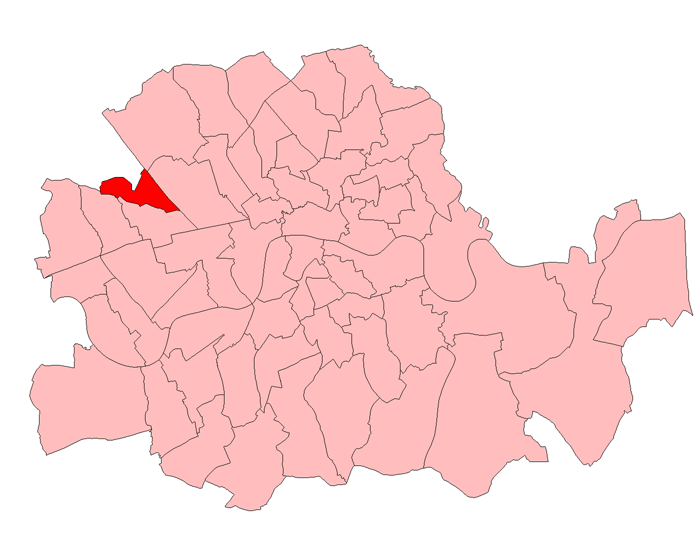
Circonscription de Paddington North de 1918 à 1949.

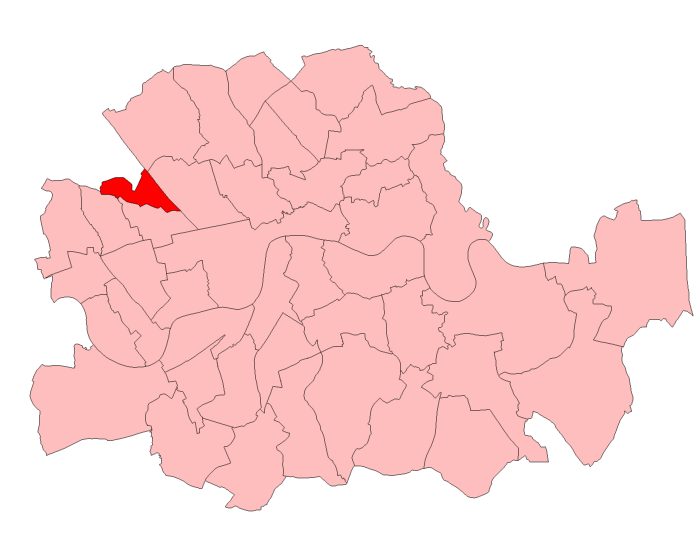
Circonscription de Paddington North de 1950 à 1974.

La circonscription de Paddington North est une ancienne circonscription située dans le Grand Londres, qui disparaît lors de la réforme de 1974 pour être absorbée dans la nouvelle circonscription de Paddington, elle-même intégrée en 1983 dans la circonscription de Westminster North.